# Sơn Thủy, Thanh Hóa
Sơn Thủy là một xã thuộc tỉnh Thanh Hóa, Việt Nam.

## Địa lý
Xã Sơn Thủy nằm ở vùng cao phía tây bắc tỉnh Thanh Hóa, có vị trí địa lý:
- Phía bắc giáp xã Hiền Kiệt và nước Lào
- Phía đông giáp các xã Thiên Phủ, Sơn Điện
- Phía nam giáp các xã Mường Mìn, Na Mèo
- Phía tây giáp xã Na Mèo.

Xã Sơn Thủy có diện tích tự nhiên 131,58 km², quy mô dân số năm 2024 là 4.053 người, mật độ dân số đạt 31 người/km².
Sông Luồng chảy qua địa bàn xã Sơn Thủy.

## Lịch sử
Trước Cách mạng tháng Tám năm 1945, địa bàn ngày nay của xã Sơn Thủy thuộc xã Hữu Thủy, là một phần của mường Xia, tổng Hữu Thủy, châu Quan Hóa.
Sau Cách mạng tháng Tám, xã Sơn Thủy có địa giới tương ứng với 2 xã Hữu Thủy, Hữu Xuyên của tổng Hữu Thủy (ngày nay là các xã Sơn Thủy, Na Mèo). Ngày 28 tháng 2 năm 1950, xã Sơn Thủy hợp nhất với xã Sơn Điện thành xã mới có tên là Sơn Thủy, thuộc huyện Quan Hóa.
Theo Quyết định số 30-CP ngày 6 tháng 3 năm 1963 của Hội đồng Chính phủ, xã Sơn Thủy được chia thành 2 xã: Sơn Thủy, Sơn Điện. Xã Sơn Thủy có 11 chòm: Bo, Cha Khát, Hiêng, Muống, Tân Lập, Thanh Sơn, Thủy Chủng, Thủy Sơn, Thủy Thanh, Trung Tiến, Xuân Tiến.
Ngày 18 tháng 11 năm 1996, xã Sơn Thủy chuyển sang trực thuộc huyện Quan Sơn mới thành lập.
Ngày 5 tháng 8 năm 1999, Chính phủ ban hành Nghị định số 65/1999/NĐ-CP (có hiệu lực từ ngày 20 tháng 8 cùng năm). Theo đó, tách phần phía tây của xã Sơn Thủy để thành lập xã Na Mèo; xã Sơn Thủy còn lại 13.175 ha và 2.981 người.
Năm 2018, xã Sơn Thủy có 12 bản. Ngày 11 tháng 7 cùng năm, Hội đồng nhân dân tỉnh Thanh Hóa khóa XVII thông qua Nghị quyết về việc sắp xếp thôn, tổ dân phố trên địa bàn tỉnh. Theo đó, giải thể bản Thủy Chung; xã Sơn Thủy còn 11 bản.
Ngày 16 tháng 6 năm 2025, huyện Quan Sơn bị giải thể do bỏ cấp huyện; xã Sơn Thủy chính thức là đơn vị hành chính trực thuộc tỉnh Thanh Hóa từ ngày 1 tháng 7 năm 2025.

## Hành chính
Xã Sơn Thủy có 11 bản: Chanh, Chung Sơn, Cóc, Hiết, Khà, Muống, Mùa Xuân, Thủy Sơn, Thủy Thành, Xía Nọi, Xuân Thành.